# Vlag van Burg-Reuland
De vlag van Burg-Reuland is de gemeentelijke vlag van de Luikse gemeente Burg-Reuland. De vlag kan als volgt worden beschreven:
Geel, met op het midden het gemeentewapen.